# Sant Jaume de Calaf
Sant Jaume de Calaf és una església de Calaf (Anoia) inclosa a l'Inventari del Patrimoni Arquitectònic de Catalunya.

## Descripció
És una església d'una sola nau, amb capelles laterals de planta quadrangular i cripta sota el presbiteri. Té 40 metres de llargada per 12,5 metres d'amplada i gairebé 20 metres d'alçada. Al costat dret de la nau hi ha sis altars, mentre que al costat esquerre només n'hi ha cinc, perquè una de les arcades laterals serveix de pas a una espaiosa capella, dedicada al Santíssim Sagrament.
D'estil gòtic tardà, té una marcada influència clàssica als pilars.
El campanar és el més alt de la comarca, arriba als 57 metres (52 metres segons la Gran Geografia Comarcal).

## Història
Situada a l'antic emplaçament de la primitiva capella de Sant Miquel, s'obrí al culte l'any 1639. Vers l'any 1670 se'n va construir la façana i l'esvelt campanar de 52 metres d'alçada. Les obres acabaren el 1720.
L'església tenia un orgue, fet l'any 1670, i nombrosos altars barrocs, un dels quals era, segons Duran i Sampere, obra dels germans Serra. Tant l'orgue com els altars foren destruïts durant la guerra, l'any 1936.